# Monroe County (Indiana)
Das Monroe County ist ein County im Bundesstaat Indiana der Vereinigten Staaten. Der Verwaltungssitz (County Seat) ist Bloomington.

## Geographie
Das County liegt im mittleren Süden von Indiana und hat eine Fläche von 1065 Quadratkilometern, wovon 44 Quadratkilometer Wasserfläche sind. Es grenzt im Uhrzeigersinn an folgende Countys: Morgan County, Brown County, Jackson County, Lawrence County, Greene County und Owen County.

## Geschichte
Monroe County wurde am 14. Januar 1818 aus Teilen des Orange County gebildet. Benannt wurde es nach dem zu diesem Zeitpunkt amtierenden US-Präsidenten James Monroe.
41 Bauwerke und Stätten des Countys sind im National Register of Historic Places eingetragen (Stand 2. September 2017).

## Demografische Daten
Nach der Volkszählung im Jahr 2000 lebten im Monroe County 120.563 Menschen in 46.898 Haushalten und 24.715 Familien. Die Bevölkerungsdichte betrug 118 Einwohner pro Quadratkilometer. Ethnisch betrachtet setzte sich die Bevölkerung zusammen aus 90,83 Prozent Weißen, 3,00 Prozent Afroamerikanern, 0,26 Prozent amerikanischen Ureinwohnern, 3,37 Prozent Asiaten, 0,05 Prozent Bewohnern aus dem pazifischen Inselraum und 0,86 Prozent aus anderen ethnischen Gruppen; 1,63 Prozent stammten von zwei oder mehr Ethnien ab. 1,85 Prozent der Bevölkerung waren spanischer oder lateinamerikanischer Abstammung.
Von den 46.898 Haushalten hatten 24,3 Prozent Kinder unter 18 Jahre, die mit ihnen im Haushalt lebten. 41,8 Prozent waren verheiratete, zusammenlebende Paare, 8,1 Prozent waren allein erziehende Mütter und 47,3 Prozent waren keine Familien. 32,4 Prozent waren Singlehaushalte und in 7,2 Prozent lebten Menschen mit 65 Jahren oder darüber. Die Durchschnittshaushaltsgröße betrug 2,27 und die durchschnittliche Familiengröße lag bei 2,87 Personen.
18,0 Prozent der Bevölkerung waren unter 18 Jahre alt, 27,7 Prozent zwischen 18 und 24, 27,3 Prozent zwischen 25 und 44 Jahre. 17,9 Prozent zwischen 45 und 64 und 9,2 Prozent waren 65 Jahre alt oder älter. Das Durchschnittsalter betrug 28 Jahre. Auf 100 weibliche Personen kamen 96,3 männliche Personen. Auf 100 Frauen im Alter von 18 Jahren und darüber kamen 94 Männer.
Das jährliche Durchschnittseinkommen eines Haushalts betrug 33.311 USD, das Durchschnittseinkommen der Familien 51.058 USD. Männer hatten ein Durchschnittseinkommen von 34.062 USD, Frauen 26.076 USD. Das Prokopfeinkommen betrug 18.534 USD. 7,1 Prozent der Familien und 18,9 Prozent der Bevölkerung lebten unterhalb der Armutsgrenze.

## Orte im County
- Arlington
- Bloomington
- Broadview
- Cascade
- Chapel Hill
- Clear Creek
- Dolan
- Eastern Heights
- Ellettsville
- Elwren
- Fleener
- Forest Park Heights
- Garden Acres
- Handy
- Harrodsburg
- Highland Village
- Hindustan
- Hoosier Acres
- Kirby
- Kirksville
- Knight Ridge
- Lancaster Park
- Leonard Springs
- Marlin Hills
- Modesto
- Mount Tabor
- Ridgemede
- Sanders
- Smithville
- Stanford
- Stinesville
- Sunny Slopes
- Unionville
- Van Buren Park
- Victor
- West Brook Downs
- Woodville Hills
- Yellowstone

Townships
- Bean Blossom Township
- Benton Township
- Bloomington Township
- Clear Creek Township
- Indian Creek Township
- Perry Township
- Polk Township
- Richland Township
- Salt Creek Township
- Van Buren Township
- Washington Township